# Eileithyia
Nữ thần sinh nở Eileithyia (elêluthyia) là con gái của Hera và Zeus. Theo thần thoại Hy Lạp, không có nữ thần này thì không có thứ gì có thể được sinh ra để tồn tại. Khi nữ thần Leto đến kỳ sinh Apollo và Artemis thì Hera đã nghiêm cấm không chốn nào được để cho nữ thần Leto sinh đẻ và Eileithyia cũng không được đỡ đẻ cho Leto. Khi biết được chuyện đó, nữ thần cầu vồng Iris đã đưa cho nữ thần sinh nở một chiếc vòng quý, Eileithyia cũng không thể nhẫn tâm để Leto chịu đau đớn. Bất chấp lời cảnh cáo từ mẹ, nữ thần theo Iris xuống hạ giới đỡ đẻ cho Leto. Eileithyia được miêu tả với một cô gái cầm đuốc tượng trưng cho sự sống mới chào đời dưới ánh sáng.